# I'm with You (Red Hot Chili Peppers)
I'm with You è il decimo album in studio del gruppo musicale statunitense Red Hot Chili Peppers, pubblicato il 26 agosto 2011 in Europa e il 30 agosto negli Stati Uniti dalla Warner Bros. Records.
Si tratta del primo album del gruppo con il chitarrista Josh Klinghoffer, il quale ha preso il posto di John Frusciante. Il primo singolo dell'album, The Adventures of Rain Dance Maggie, è uscito in radio il 15 luglio, tre giorni prima dell'annuncio ufficiale e dell'uscita del singolo stesso; il video ufficiale, invece, è stato pubblicato il 17 agosto 2011.
L'album segna un passaggio a melodie più soft, appartenenti al pop, già sperimentate con successo nel 2002 con By the Way e nel 2006 con Stadium Arcadium, ma che mantengono le sonorità funk caratteristiche del gruppo, ed in alcune tracce (come Monarchy of Roses) il sound grezzo del punk rock.
Il 30 agosto 2011 il gruppo si è esibito in un concerto promozionale all'E-Werk di Colonia, trasmesso nei cinema.

## Storia

### Periodo di pausa e prime idee
Nell'agosto 2007 durante il tour mondiale della band dedicato all'album sopracitato Stadium Arcadium, Flea decise di prendersi un periodo di pausa, inizialmente previsto di un anno ma che poi si spalmò su due anni; in questi due anni il bassista riuscì a modificare e ad ampliare le sue conoscenze musicali, arrivando addirittura a suonare il pianoforte, Chad Smith si dedicò ad un disco di hard rock con il gruppo dei Chickenfoot, John Frusciante si dedicò al suo decimo album da solista The Empyrean, mentre Anthony Kiedis dedicò il suo tempo libero al suo primogenito Everly Bear, nato nell'ottobre 2007; come affermato dallo stesso Kiedis, c'era una collettiva voglia di non fare nulla con i Red Hot in quel periodo. Durante questo periodo di vuoto Frusciante decise di lasciare la band di nuovo, ma Anthony e Flea sentivano che la band non aveva esaurito le idee e tanto meno aveva esaurito le sue energie; pensarono quindi subito ad un sostituto per Frusciante e il prescelto fu Josh Klinghoffer, amico e collaboratore dello stesso John, che aveva già preso parte alle ultime date del tour di Stadium Arcadium. Klinghoffer incominciò a scrivere e ad esercitarsi insieme agli altri il 12 ottobre, lo stesso giorno in cui morì Brendan Mullen, grande amico dei componenti della band. Flea ritrasse questo fatto come una specie di segno del destino.

### Registrazione e produzione
Prodotto di nuovo da Rick Rubin ai Cello Studios di Los Angeles, lo stesso studio in cui la band aveva già registrato Californication, e agli EastWest Studios sempre a Los Angeles ed al Shangri La Studio di Malibù, ha impiegato un tempo relativamente lungo dal settembre 2010 al marzo 2011. Secondo Rubin, i Red Hot Chili Peppers avevano così tanto materiale da poter realizzare un altro album doppio dopo quello già pubblicato nel 2006. Il 22 agosto, nonostante il parere contrario della Warner, i Red Hot hanno comunque deciso di pubblicare sul loro canale Twitter un'anteprima dell'album, permettendo a tutti i fan di ascoltare i brani in anticipo rispetto all'uscita del disco.
In un'intervista rilasciata nel 2022, Klinghoffer, nel frattempo licenziato dal gruppo per far posto al rientrante Frusciante, ammise che lavorare con Rick Rubin alla produzione del disco fu molto difficile a livello personale: "Sento che Rick Rubin sia stato molto più di ostacolo che di aiuto. Una volta mi disse: 'Voglio solo aiutare le canzoni ad essere le migliori possibili'. Io avrei dovuto rispondere: 'Beh, chiedi al tuo autista di venire a prenderti".

### Storia del titolo
Un primo titolo pensato per l'album fu Dr Johnny Skinz's Disproportionately Rambunctious Polar Express Machine-Head. Successivamente Klinghoffer affermò che era solo una diceria messa in giro dalla stampa. Infatti inizialmente il gruppo voleva scegliere il titolo alla fine della realizzazione, prendendolo da un brano dell'album, come avevano sempre fatto, ad eccezione del debutto omonimo, The Uplift Mofo Party Plan e Mother's Milk (1989). Rick Rubin, il produttore, consigliò loro di trovare il titolo con un altro metodo perché sembrava che fossero a corto di idee. Anthony cercò di tirare fuori qualcosa da un secondo tentativo, ma della lista di titoli stilata dal cantante nessuno era del tutto convincente; Josh allora scrisse le parole I'm with You in un foglio di carta e lo mostrò ai compagni, che si innamorarono del titolo e decisero di utilizzarlo per l'album. Klinghoffer ha affermato che il titolo gli venne quasi fuori dal nulla, ed è quello il bello, che sia stato così inaspettato e che si sia inserito così bene.

### Tour
Per promuovere il nuovo album, il gruppo ha effettuato tre concerti ad agosto, prima dell'uscita dello stesso, esibendosi il 9 ad Hong Kong ed il 12 e il 13 rispettivamente ad Osaka e a Tokyo, in occasione del Summersonic Festival. A settembre invece, i Red Hot Chili Peppers hanno cominciato l'I'm with You World Tour intrapreso tra il 2011 e il 2013.

### Copertina
La minimale copertina dell'album è stata realizzata dal controverso artista contemporaneo inglese Damien Hirst e rappresenta una mosca appoggiata sopra ad una capsula per metà bianca e per metà rosa, su cui è stampato il titolo dell'album. Il concept richiama all'installazione artistica dello stesso Hirst Lullaby Spring (noto anche come The Void), ovvero un armadietto in acciaio largo tre metri contenente 6,136 capsule, che detiene il record per la più costosa opera di un artista vivente.

### Le canzoni
La canzone Brendan's Death Song è dedicata a Brendan Mullen.
La canzone Monarchy of Roses è stata utilizzata dalla casa automobilistica giapponese Nissan Motor come colonna sonora dello spot pubblicitario dell'auto "El Grand" (solo per il mercato asiatico).

## Accoglienza
I'm with You ha ricevuto critiche miste dalla critica specializzata, con Metacritic che ha conferito un punteggio medio pari a 63/100 basato su 35 recensioni, indicante «pareri generalmente favorevoli».
John Lewis di Uncut Magazine ha pubblicato la prima recensione dell'album nel mese di settembre 2011, sulla suddetta rivista, dandogli 3 stelle su 5 e criticando positivamente la capacità del disco di fornire spunti interessanti, nonostante la mancanza del chitarrista storico John Frusciante. Ha elogiato soprattutto le tracce Happiness Loves Company, Even You Brutus? e Police Station, considerandole i picchi massimi della lavorazione del disco, ma nello stesso tempo gli ha rinfacciato la mancanza di carica innovativa apportata in passato dalla presenza del precedente chitarrista. Nella seconda recensione di I'm with You, scritta da Amy Bangs di Rock Sound, l'album ha ricevuto un punteggio pari a 7/10, e l'autrice ha  dichiarato che il disco avrebbe deluso molti fan di vecchia data, per via dell'ormai consolidata svolta melodica del gruppo e dell'assenza sostanziale delle parentesi funk e rap dei primi lavori, nonostante le prove atipiche fornite dalle tracce Monarchy of Roses, Even You Brutus? e Did I Let You Know e i richiami alle origini di Ethiopia e Look Around; Bangs ha anche sostenuto che il lavoro alla chitarra di Klinghoffer è meno articolato e più prevedibile di quello di Frusciante, elogiando però anche la sua capacità di padroneggiare le tastiere, ed ha infine dato un giudizio generale favorevole, lodando la capacità del gruppo di proporre sia sonorità aggiornate che storiche.
Anche un autore della rivista Q ha apprezzato il lavoro, dandogli tre stelle su cinque ed elogiando soprattutto la traccia Brendan's Death Song; ha inoltre offerto uno spunto di riflessione sui testi introspettivi dei brani Police Station e Meet Me at the Corner, domandandosi «se il gruppo stia soffrendo di un'incombente crisi di mezza età». Jon Dolan di Rolling Stone ha dato all'album tre stelle e mezzo su cinque, elogiando «la capacità di Klinghoffer, già collaboratore di Beck e Gnarls Barkley, di conferire al gruppo uno stile musicale meno stereotipato», e ha anche riconosciuto la capacità dei Red Hot Chili Peppers di riproporre in chiave moderna le prove musicali di importanti gruppi rock del passato, soprattutto dei Rolling Stones, a cui l'album deve alcuni aspetti di scrittura e registrazione.
Rick Florino di Artistdirect ha dato all'album il punteggio massimo, apprezzando la capacità del gruppo di offrire una prova musicale in grado di soddisfare un nuovo pubblico.
Il giornale Los Angeles Times ha criticato negativamente l'album, rinfacciandogli di essere una lista inutile di idee confuse, messe a punto da autori non ancora in grado di scegliere tra lo stile degli esordi e la svolta melodica della fase adulta. L'autore Randall Roberts ha sostenuto che il gruppo avrebbe dovuto pubblicare un lavoro breve ma lodevole, ed ha giudicato in modo positivo le novità rappresentate dalle tracce The Adventures of Rain Dance Maggie e Brendan's Death Song, ma ha espresso disappunto nei confronti dei restanti brani, considerandoli privi di reale valore artistico.

## Tracce
Testi e musiche di Anthony Kiedis, Flea, Chad Smith e Josh Klinghoffer.
1. Monarchy of Roses – 4:12
2. Factory of Faith – 4:22
3. Brendan's Death Song – 5:40
4. Ethiopia – 3:51
5. Annie Wants a Baby – 3:41
6. Look Around – 3:28
7. The Adventures of Rain Dance Maggie – 4:43
8. Did I Let You Know – 4:22
9. Goodbye Hooray – 3:53
10. Happiness Loves Company – 3:33
11. Police Station – 5:36
12. Even You Brutus? – 4:01
13. Meet Me at the Corner – 4:22
14. Dance, Dance, Dance – 3:46

## Formazione
Gruppo
- Anthony Kiedis – voce
- Josh Klinghoffer – chitarra, tastiera, sintetizzatore, cori, basso (traccia 10)
- Flea – basso, pianoforte
- Chad Smith – batteria

Altri musicisti
- Mauro Refosco – percussioni (tracce 1, 2, 4-8, 10-12 e 14)
- Lenny Castro – percussioni (tracce 3, 9 e 13), percussioni aggiuntive (tracce 1, 2, 4, 12 e 14)
- Richard Dodd – violoncello
- Greg Kurstin – pianoforte (tracce 9, 11 e 12)
- Money Mark – organo Hammond B3 (traccia 6)
- Mike Bulger – tromba (traccia 8)

## Classifiche

### Classifiche settimanali
| Classifica (2011)         | Posizione massima |
| ------------------------- | ----------------- |
| Australia                 | 2                 |
| Austria                   | 2                 |
| Belgio (Fiandre)          | 3                 |
| Belgio (Vallonia)         | 2                 |
| Canada                    | 2                 |
| Danimarca                 | 1                 |
| Finlandia                 | 1                 |
| Francia                   | 2                 |
| Germania                  | 1                 |
| Giappone                  | 2                 |
| Irlanda                   | 1                 |
| Italia                    | 1                 |
| Messico                   | 4                 |
| Norvegia                  | 4                 |
| Nuova Zelanda             | 1                 |
| Paesi Bassi               | 1                 |
| Polonia                   | 1                 |
| Portogallo                | 3                 |
| Regno Unito               | 1                 |
| Repubblica Ceca           | 2                 |
| Spagna                    | 1                 |
| Stati Uniti               | 2                 |
| Stati Uniti (alternative) | 1                 |
| Stati Uniti (rock)        | 1                 |
| Stati Uniti (tastemaker)  | 2                 |
| Svezia                    | 1                 |
| Svizzera                  | 1                 |
| Ungheria                  | 1                 |

### Classifiche di fine anno
| Classifica (2011) | Posizione |
| ----------------- | --------- |
| Australia         | 27        |
| Austria           | 19        |
| Belgio (Fiandre)  | 47        |
| Belgio (Vallonia) | 33        |
| Canada            | 43        |
| Danimarca         | 52        |
| Finlandia         | 32        |
| Francia           | 41        |
| Germania          | 21        |
| Giappone          | 40        |
| Italia            | 26        |
| Nuova Zelanda     | 25        |
| Paesi Bassi       | 20        |
| Regno Unito       | 63        |
| Spagna            | 47        |
| Stati Uniti       | 71        |
| Svezia            | 37        |
| Svizzera          | 13        |
| Ungheria          | 52        |